# لوکاس اسدی
لوکاس هومبرتو اسدی ریگاداس (زاده ۸ ژانویه ۲۰۰۴) یک فوتبالیست حرفه‌ای دو ملیتی ایرانی - شیلیایی است که در پست مهاجم برای تیم لیگ برتری یونیورسیاد شیلی بازی می‌کند.ضمنا این بازیکن در سپتامبر سال گذشته اولین بازی ملی خود را برای کشور شیلی انجام داد تا هیچ شانسی برای بازی در تیم ملی زادگاه پدری خود نداشته باشد

## حرفه باشگاهی
در سال 2011، اسدی به یونیورسیاد شیلی پیوست و اولین بازی حرفه ای خود را در سن 17 سالگی در مسابقه کوپا شیلی در سال 2021 مقابل سن لوئیس دی کویلوتا در 27 ژوئن 2021 انجام داد. 

## حرفه بین المللی
اسدی در آوریل 2019 در تورنمنت توسعه یوفا که در کشور فنلاند برگزار شد  با تیم زیر 15 سال شیلی شرکت کرد. قبل از این، او با تیم زیر 17 سال شیلی در جام جهانی فوتبال 2019 شرکت کرد   در بازی مقابل فرانسه زیر 17 سال ظاهر شد.  در سال 2022، او نماینده شیلی زیر 20 سال در یک بازی دوستانه مقابل پاراگوئه زیر 20 سال  و مقابل پرو زیر 20 سال بود. 
او نماینده شیلی در سطح زیر 23 سال در پیروزی 1-0 مقابل پرو زیر 23 سال در 31 اوت 2022، در چارچوب آماده سازی برای بازی های پان آمریکن 2023 بود . 